# Albany Hancock
Albany Hancock, född den 24 december 1806 i Newcastle upon Tyne, död 1873, var en brittisk naturhistoriker, biolog och en av Charles Darwins anhängare. Han är mest känd för sitt arbete inom marinbiologi och kolfossiler. Han är bror till ornitologen John Hancock.
Trots sitt intresse för naturhistoria redan från tidig barndom kom hans första publikation först vid 30 års ålder, 1836. Hancock blev en av hans tids främsta naturhistoriker och publicerade ett sjuttiotal uppmärksammade publikationer, många i Annals and Magazine of Natural History.
Hancockmuseet i Newcastle upon Tyne är uppkallat efter bröderna, som båda bidrog till dess byggande. Museet förvarar många av deras samlingar.